# Only Women Bleed
Only Women Bleed è un brano del cantante statunitense Alice Cooper, pubblicato nel 1975 come singolo di lancio dell'album Welcome to My Nightmare, il primo pubblicato da Cooper come solista dopo aver sciolto il gruppo eponimo. La canzone è spesso indicata anche con il solo titolo di Only Women.
Il brano narra di una donna coinvolta in un matrimonio insolente. Contrariamente a quanto pensato da molti, il testo non fa riferimento alle mestruazioni e alla violenza domestica. Il sangue delle donne (women bleed) descritto nella canzone è in realtà quello che le stesse perdono metaforicamente dal cuore, dalla mente e dall'anima. Per questo motivo, si tratta di una delle rare canzoni in cui Cooper non tenta di creare scalpore, ma si schiera dalla parte della vittima.
Si tratta di uno dei singoli di maggior successo del cantante, avendo raggiunto il primo posto in classifica in Canada e la posizione numero 12 della Billboard Hot 100 negli Stati Uniti. È inoltre la prima di una serie di ballad pubblicate da Cooper che hanno raggiunto la top 20 in classifica.
Poco prima dell'uscita di Welcome to My Nightmare negli Stati Uniti, il singolo venne pubblicato in versione ridotta e con il titolo alternativo Only Women, a causa delle proteste di alcuni gruppi femministi che avevano mal interpretato il significato del testo. La versione utilizzata come singolo si caratterizza per una maggiore presenza della sezione orchestrale rispetto a quella inserita nell'album.

## Tracce
7" Single Atlantic 45-3254
1. Only Women – 4:06
2. Cold Ethyl – 2:51

7" Single Anchor 006-96 650
1. Only Women – 4:06
2. Devil's Food – 3:38

## Classifiche
| Classifica (1975) | Posizione massima |
| ----------------- | ----------------- |
| Australia         | 50                |
| Canada            | 1                 |
| Italia            | 41                |
| Nuova Zelanda     | 21                |
| Stati Uniti       | 12                |

## Nella cultura di massa
- La cantante Etta James ha eseguito una cover del brano nei suoi album Deep in the Night (1978) e Heart of a Woman (1999).
- Lita Ford ha registrato una nuova versione della canzone il suo album Stiletto nel 1990.
- Slash, ai tempi in cui era chitarrista dei Guns N' Roses (con i quali tra l'altro Cooper aveva collaborato nel singolo The Garden nel 1991), era solito suonare un estratto di questo brano come introduzione alla cover di Knockin' on Heaven's Door di Bob Dylan durante lo Use Your Illusion Tour.
- La canzone è stata reinterpretata da John Farnham per il suo album Then Again... nel 1993.
- Il regista Rob Zombie, da sempre grande fan di Cooper, ha inserito il brano nella colonna sonora del suo Halloween - The Beginning nel 2007.
- L'attrice Madeleine Martin ha reinterpretato la canzone durante un episodio della serie televisiva Californication.